# 즈드라브코 크리보카피치

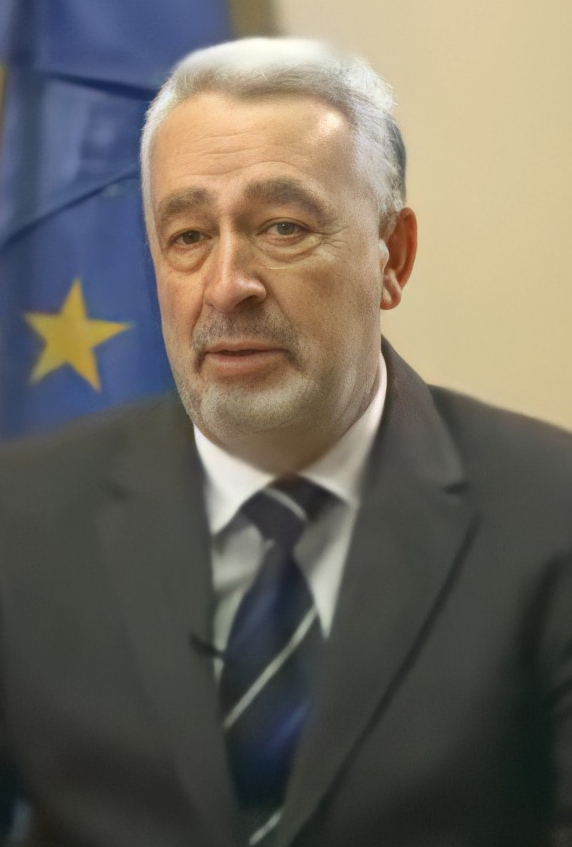
즈드라브코 크리보카피치

즈드라브코 크리보카피치(몬테네그로어: Zdravko Krivokapić / Здравко Кривокапић, 1958년 9월 2일 ~ )는 몬테네그로의 기계공학자, 작가, 정치인으로 2020년부터 2022년까지 몬테네그로의 총리를 지냈다. 몬테네그로 대학교와 동사라예보 대학교에서 교수직을 지낸 크리보카피치는 몬테네그로 교수들과 지식인들이 몬테네그로의 세르비아 정교회를 지원할 목적으로 설립한 "우리는 몬테네그로를 포기하지 않는다(몬테네그로어: Ne damo Crnu Goru / Не дамо Црну Гору)"라는 비정부 조직의 창립자들 가운데 한 명이다.
크리보카피치의 정치 견해와 대중 이미지는 중도우파, 반부패, 기독교 민주주의, 친유럽주의, 경제적 자유주의, 친교회주의, 문화보수주의 등으로 묘사되고 있다.